# Договір про приєднання (1979)
Атенський договір або договір про приєднання 1979 року (офіційна назва нижче), підписаний 28 травня 1979 року набув чинности 1 січня 1981 року щодо вступу Греції під час другого розширення Європейського економічного співтовариства.

## Офіційна назва
Офіційна назва Договору про приєднання:
«Договір між Королівством Бельгія, Королівством Данією, Федеративною Республікою Німеччина, Французькою Республікою, Ірландією, Італійською Республікою, Великим Герцогством Люксембург, Королівством Нідерландів, Сполученим Королівством Великої Британії та Північної Ірландії , (Держави-члени Європейських Співтовариств), Грецькою Республікою, про приєднання Грецької Республіки до Європейського економічного співтовариства та Європейського співтовариства з атомної енергії».

## Історія
9 липня 1961 року в Атенах Греція підписує угоду про асоціацію з ЄЕС, яка набула чинности в листопаді 1962 року, вона передбачає митний союз, політичну гармонізацію (фінанси, сільське господарство, оподаткування , тощо), свобода пересування та можливість врешті-решт приєднання до Європейського співтовариства. Ця угода була поставлена під сумнів у період диктатури полковників, але врешті заявку на членство було подано 12 червня 1975 року.
Офіційно переговори про вступ розпочалися 27 липня 1976 року, а закінчилися 23 травня 1979 року і призвели до підписання Договору про приєднання 28 травня 1979 року. Греція вступила до ЄЕС на 1 січня 1981 року, вона отримала переваги від перехідного періоду в п’ять років, щоб адаптувати свою економіку до правил Співтовариства. Приєднання Греції, ледве отримане, поставилося під сумнів новим урядом Андреаса Папандреу, який не домагався зміни основних правил договорів, а збільшення допомоги Співтовариства.